# Dolby Theatre
Dolby Theatre (tên cũ: Kodak Theatre) là khán đài biểu diễn bên trong trung tâm thương mại Hollywood and Highland Center, thuộc quận Hollywood, thành phố Los Angeles, Mỹ. Kể từ thời điểm khai trương ngày 9/11/2001, đây được chọn là nơi tổ chức lễ trao giải Oscar thường niên.